# Proceso a Jesús
Proceso a Jesús es una película española de 1974, dirigida por José Luis Sáenz de Heredia. De la redacción del guion se encargaron Julián Cortés Cavanillas y José María Sánchez-Silva y García-Morales, que adaptaron Proceso de Jesús, obra de teatro del italiano Diego Fabbri. Rodada en la toledana sinagoga del Tránsito, se estrenó el 29 de abril de 1974.
Producida por Eduardo Manzanos y con fotografía de Luis Cuadrado, la cinta, de 101 minutos de duración, tiene música de Salvador Ruiz de Luna.

## Elenco
- Andrés Mejuto: Doreni
- Alfredo Mayo: profesor Bellido
- Lilí Murati: Rebeca
- Diana Lorys: intérprete de María Magdalena
- Ángel del Pozo: Ismael
- María Cuadra: intérprete de María
- Manuel Torremocha: Lázaro
- Mónica Randall: Sara
- José María Rodero: David
- Fernando Hilbeck: intérprete de Tomás
- José María Caffarel: intérprete de Poncio Pilatos
- Eduardo Bea
- Tomás Blanco: intérprete de Caifás
- Agustín González: intérprete de Pedro
- José María Guillén
- Miguel del Castillo: comisario
- Juan Ramón Torremocha: intérprete de Judas